# Wald-Klapperschlange
Die Wald-Klapperschlange (Crotalus horridus) ist eine Art der Klapperschlangen (Crotalus), deren Verbreitungsgebiet sich über einen großen Teil der östlichen und südöstlichen Vereinigten Staaten von Amerika erstreckt.

## Merkmale
Die Wald-Klapperschlange ist eine große und kräftig gebaute Klapperschlange mit einer durchschnittlichen Körperlänge von etwa 1 Meter, kann jedoch in Einzelfällen bis 1,80 Meter lang werden. In ihrer Körperfärbung variiert die Art relativ stark, wobei die Grundfärbung grau bis gelblich ausgeprägt ist und nach hinten dunkler wird. Das Zeichnungsmuster besteht aus schwarzen und regelmäßigen Rauten (Diamanten) oder Querbändern. 
Die beiden Unterarten unterscheiden sich ebenfalls im Zeichnungsmuster; während C. h. horridus mit kleinen schwarzen Punkten gesprenkelt ist, besitzt C. h. atricaudatus einen orange- bis zimtfarbenen Streifen auf dem Rücken, der sich auch über die Querbänderung zieht.

## Verbreitung und Lebensraum

Verbreitungsgebiet (Grün=aktuelle Vorkommen, Hellgrün=vermutetes Vorkommen, Rot=ausgestorben)

Das Verbreitungsgebiet der Wald-Klapperschlange erstreckt sich über einen großen Teil der östlichen und südöstlichen Vereinigten Staaten von Amerika von den Großen Seen im Norden bis zum nördlichen Florida (auf der Halbinsel selbst fehlt die Art) und Südtexas. In Kanada kommt sie zudem in einem kleinen Teil von Ontario vor.

## Nahrung

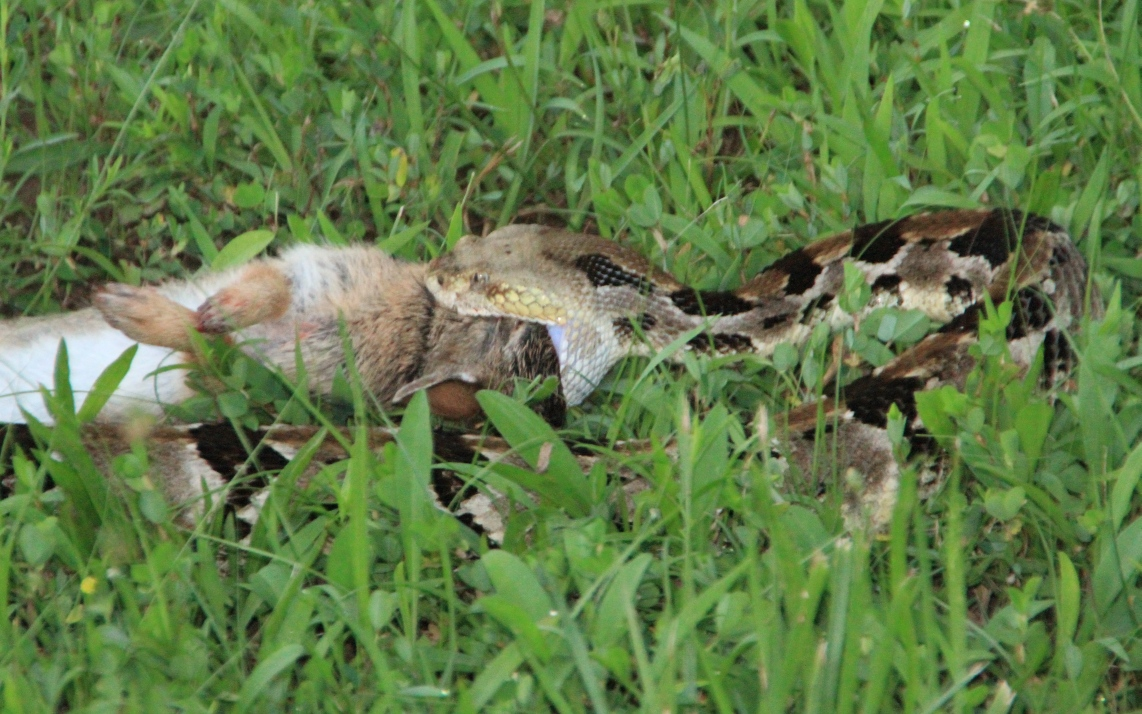
Wald-Klapperschlange mit erbeutetem Kaninchen

Die Wald-Klapperschlange ernährt sich meist von Mäusen, Ratten, Kaninchen, Eichhörnchen und gelegentlich auch von Vögeln. 

## Fortpflanzung
Die Crotalus horridus ist mit etwa drei bis vier Jahren geschlechtsreif. Die Wald-Klapperschlange gehört, wie alle anderen Klapperschlangen auch, zu den lebendgebärenden Schlangen. Kurz nach der Winterruhe beginnt die Paarungszeit. Nach einer Tragezeit von etwa vier bis fünf Monaten bringt das Weibchen je nach Alter zwischen fünf und fünfzehn Jungtiere zur Welt. Sie messen etwa 30 bis 35 Zentimeter nach der Geburt. 

## Lebenserwartung
Die Lebenserwartung der Wald-Klapperschlange beträgt etwa 25 bis 30 Jahre. 

## Schlangengift

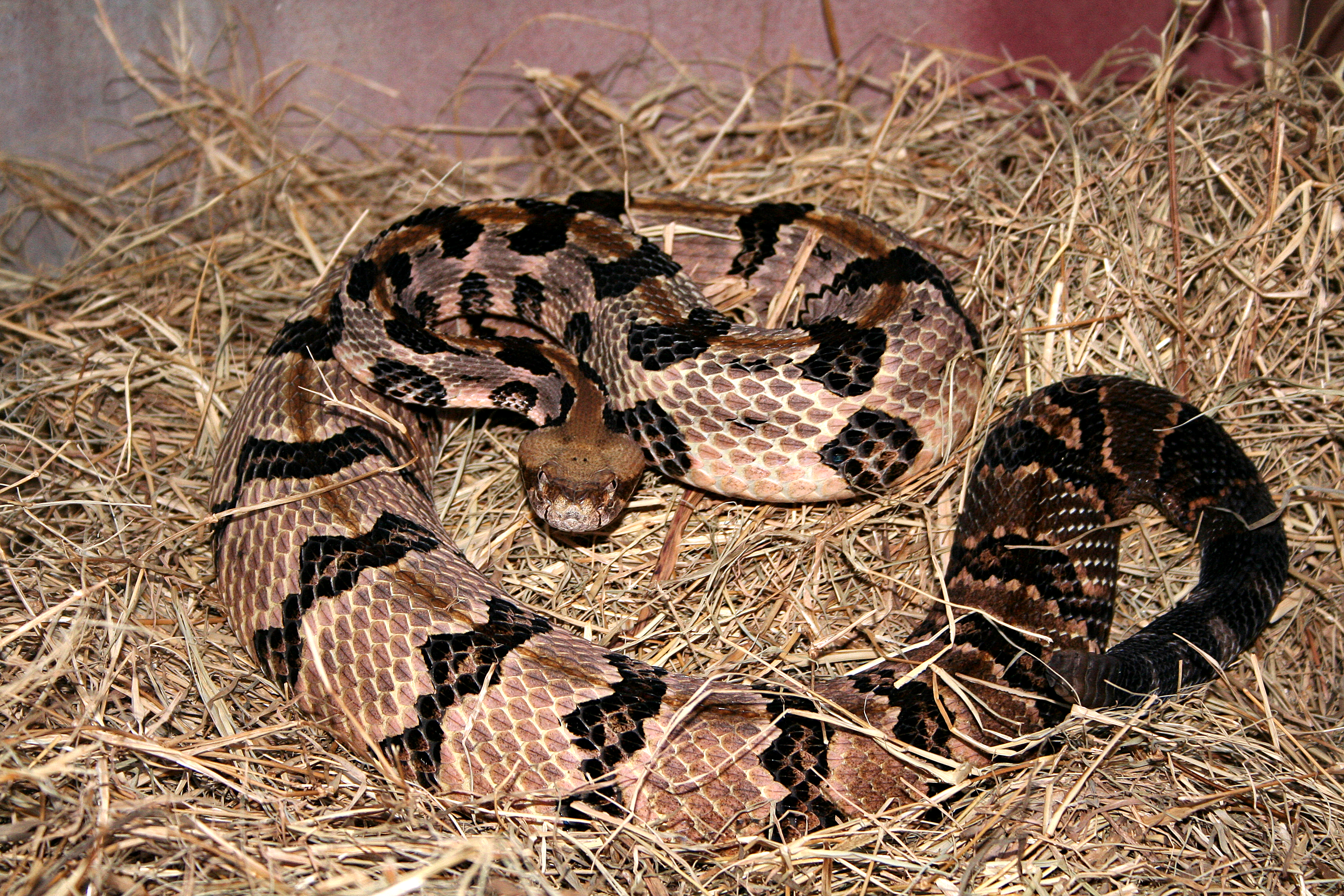
Wald-Klapperschlange (Crotalus horridus)

Das Gift dieser Schlange entspricht im Wesentlichen dem der Diamant-Klapperschlange und wird als etwas weniger wirksam eingeschätzt. Es führt vor allem zu lokalen Gewebszerstörungen und Schmerzen, denen eine allgemeine Übelkeit folgt. Unbehandelt kann der Biss tödlich sein, wobei entsprechende Berichte sehr selten sind.

## Systematik
Aktuell werden zwei Unterarten der Wald-Klapperschlange unterschieden:
- C. h. atricaudatus die im südlichen Teil des Verbreitungsgebietes einen breiten Küstengürtel von Virginia bis Texas einnimmt
- C. h. horridus im nordöstlichen bis nördlichen Teil des Verbreitungsgebietes bis nach Kanada.